# エリック・ブロア
エリック・ブロア（Eric Blore、1887年12月23日 - 1959年3月2日）は、イギリス・ミドルセックス州出身の俳優・声優。

## 来歴
- 1887年 - イギリスのミドルセックス州で生まれる。
- 1933年 - 『空中レヴュー時代』で映画初出演。以後、1940年代の映画に多く出演する。
- 1949年 - 『イカボードとトード氏』でトード氏の声優を担当する。
- 1959年 - 心臓病の為、アメリカ合衆国・カリフォルニアで死去。71歳。

## 出演作品
- 或る男の一生 The Great Gatsby (1926)
- 空中レヴュー時代 Flying Down to Rio (1933)
- コンチネンタル The Gay Divorcee (1934)
- トップ・ハット Top Hat (1935)
- 有頂天時代 Swing Time (1936)
- 偽装の女 Quality Street (1937)
- レディ・イヴ The Lady Eve (1941)
- 青空に踊る The Sky's the Limit (1943)
- 洋上のロマンス Romance on the High Seas (1948)
- イカボードとトード氏 The Adventures of Ichabod and Mr. Toad (1949) トード氏の声
- 腰抜け千両役者 Fancy Pants (1950)